# LVStB – Teodolina bis Desenzano
Die LVStB – Teodolina bis Desenzano waren Dampflokomotiven der k.k. priv. Lombardisch-venetianischen Staatsbahn (LVStB), einer staatlichen Bahngesellschaft Österreich-Ungarns.
Die 14 Lokomotiven wurden von der Lokomotiven- und Maschinenfabrik J.A. Maffei 1852/53 an die LVStB geliefert.
Sie erhielten die Namen TEODOLINA, LEONARDO DA VINCI, SAN MICHELE, VENEZIA, VERONA, BENACO, MESTRE, TREVISO, PADOVA, VICENZA, BRESCIA, MANTOVA, PESCHIERA und DESENZANO.
Die SB übernahm zwölf dieser Loks von der SVCI in ihren Bestand als Reihe 3.
1867 kamen die zwölf Lokomotiven zur Strade Ferrate Alta Italia (SFAI), wo sie die Nummern 6 bis 17 erhielten.